# 總會有辦法的
《總會有辦法的》（日语：なるようになるさ。），日本電視劇，在2013年7月12日至9月20日（第一季），以及2014年4月22日至6月24日（第二季）於TBS電視台播放，由館廣、淺野溫子主演。此劇的編劇是橋田壽賀子，這次是她暌違16年的連續劇作品。館廣和淺野溫子在劇中飾演一對夫妻，他們上一次合作已是在八年以前。

## 劇情
劇集主題定為「失去居所的三個年輕人和孩子獨立後失去人生意義的夫妻交流和再生」。故事主角長島大悟（館廣 飾）臨近退休，幾個兒子都已經各自獨立生活並結了婚。妻子綾（淺野溫子 飾）跟他說多年來的夢想——在自己家裏開一間餐廳，讓大悟頗為困擾。開了餐廳的綾僱用了三名有特殊經歷的年輕人——剛從少年懲教所出來的少女内田陽子（志田未來 飾）、隱蔽青年大竹昇（安田章大 飾）和因遭受丈夫的家庭暴力而離婚中津惠理（紺野真晝 飾）。這些沒有血緣關係的人因此組成了「家庭」。

## 角色列表

### 長島家
- 長島大悟：館廣

阿綾的丈夫。公司的常務理事，已退休。
- 長島綾：淺野溫子

大悟的妻子，本姓：西木。

### 家庭餐廳
- 內田陽子：志田未來

本名：澤木綠。
- 大竹昇：安田章大（關8）
- 中津惠理：紺野真晝
- 千葉誠：大西利空
- 中野香子：南澤奈央（第2季）
- 奥村涼：伊野尾慧（Hey! Say! JUMP）（第2季）
- 大塚文子：渡邊美佐子（第2季）
- 山內春菜：宮崎香蓮（第2季）

### 長島家兒子
- 長島悟：池田努

長島家長男。
- 長島美智：太田在

阿悟的妻子。本姓：三浦。
- 長島空：庄司龍成

悟與美智的兒子。
- 長島幸：曾我夏美

悟與美智的女兒。
- 長島至：水上劍星

長島家次男。
- 長島麻里：石原溫美

至的妻子。
- 長島健：小澤亮太

長島家三男。
- 長島百合：早織

健的妻子。本姓：大月。
- 大月忠：芹澤名人

百合的父親。
- 大月久子：白石丸美

百合的母親。

### 料理屋
- 西木邦：泉平子
- 夏子：飯沼千惠子

### 大竹家
- 大竹茂：金田明夫

阿昇的父親。大竹醫院院長。
- 大竹元子：天久美智子

阿昇的母親。

### 澤木家
- 澤木耕造：野村宏伸

小綠的父親。
- 澤木克子：有森也實

小綠的母親。
- 澤木茜：黑澤遙

小綠的姐姐。大學生。
- 澤木仁：川村悠椰

小綠的弟弟。

### 大木家
- 大木律子：雛形直子

小福與小夢的母親。
- 大木福：坂口湧久

長男。小學3年級生。
- 大木夢：奥田伊呂波

長女。與小誠同學年。

### 其他人物

#### 第1季
- 小田由美子：黑坂真美

惠理小學時代的好友。
- 村山：志賀廣太郎

負責輔導陽子的観護人。
- 中山彰典：伊東大衛

廣告代理店「友映堂創意中心」部長。
- 清原：山口翔悟

小綠高中時期的導師。
- 佐竹伸人：石井正則

知名補習班講師。
- 森山則子：松本純

手藝班講師。
- 千葉正夫：岡田義德（第2季）

惠理的丈夫。阿誠的父親。

#### 第2季
- 大塚久紀：富家規政
- 中野隆：石丸謙二郎
- 中野初子：齊藤慶子
- 川合光則：須永慶
- 川合佐和：唐木智惠美
- 川合剛：田中幸太朗
- 浦部：山崎樹範
- 中村由子：志水季里子
- 吉岡定子：松岡由美

## 集數列表
| 集數                                                      | 播出日期         | 標題                                            | 導演             | 收視率           |
| 第一季（2013年）                                          | 第一季（2013年） | 第一季（2013年）                                | 第一季（2013年） | 第一季（2013年） |
| --------------------------------------------------------- | ---------------- | ----------------------------------------------- | ---------------- | ---------------- |
| 1                                                         | 7月12日          | 特殊家族愛和奇跡的家庭電視劇 （ワケあり家族の愛と奇跡のホームドラマ）               | 吉田秋生         | 16.9%            |
| 2                                                         | 7月19日          | －                                              | 酒井聖博         | 13.9%            |
| 3                                                         | 7月26日          | －                                              | 酒井聖博         | 12.7%            |
| 4                                                         | 8月2日           | －                                              | 吉田秋生         | 11.8%            |
| 5                                                         | 8月9日           | －                                              | 吉田秋生         | 11.7%            |
| 6                                                         | 8月16日          | －                                              | 酒井聖博         | 12.1%            |
| 7                                                         | 8月23日          | －                                              | 酒井聖博         | 11.6%            |
| 8                                                         | 8月30日          | －                                              | 吉田秋生         | 13.1%            |
| 9                                                         | 9月6日           | －                                              | 阿南昭宏         | 11.0%            |
| 10                                                        | 9月14日          | －                                              | 酒井聖博         | 12.5%            |
| 大結局                                                    | 9月20日          | －                                              | 阿南昭宏         | 11.8%            |
| 平均收視率：12.6%（收視率由Video Research於關東地區統計） |                  |                                                 |                  |                  |
| 第二季（2014年）                                          |                  |                                                 |                  |                  |
| 1                                                         | 4月22日          | 特殊家族愛和奇跡的家庭電視劇今晚再度開始！ （ワケあり家族の愛と奇跡のホームドラマが今夜再び始まる！） | 吉田秋生         | 9.4%             |
| 2                                                         | 4月29日          | －                                              | 荒井光明         | 7.3%             |
| 3                                                         | 5月6日           | －                                              | 荒井光明         | 7.0%             |
| 4                                                         | 5月13日          | －                                              | 吉田秋生         | 7.4%             |
| 5                                                         | 5月20日          | －                                              | 吉田秋生         | 5.6%             |
| 6                                                         | 5月27日          | －                                              | 阿南昭宏         | 6.5%             |
| 7                                                         | 6月3日           | －                                              | 荒井光明         | 7.2%             |
| 8                                                         | 6月10日          | －                                              | 阿南昭宏         | 6.5%             |
| 9                                                         | 6月17日          | －                                              | 吉田秋生         | 7.0%             |
| 大結局                                                    | 6月24日          | －                                              |                  | 6.9%             |
| 平均收視率：7.1%（收視率由Video Research於關東地區統計）  |                  |                                                 |                  |                  |

## 外部連結
- 官方網站 （页面存档备份，存于）（日語）
- 【八大戲劇台】TBS 4/10起放送新日劇 八大挑戰同日首播（繁體中文）
- 【八大戲劇台】官方網站（繁體中文）
- 互联网电影数据库（IMDb）上《總會有辦法的》的资料（英文）

| TBS电视台 周五连续剧                                   | TBS电视台 周五连续剧                     | TBS电视台 周五连续剧                        |
| ------------------------------------------------------ | ---------------------------------------- | ------------------------------------------- |
|                                                        | 總會有辦法的 （2013年7月12日－9月20日）  |                                             |
| TAKE FIVE～我们能盗取爱吗～ （2013年4月19日－6月21日） | 黑河內 （2013年10月11日－12月13日）      |                                             |
| 周二连续剧                                             |                                          |                                             |
| 100秒博士アカデミー （2014年10月22日－3月11日）        | 總會有辦法的2 （2014年4月22日－6月24日） | 東京猩紅〜警視廳NS組 （2014年7月15日－9月） |

| 八大戲劇台 星期二 23:00 - 00:00 6月25日改為星期三 00:00 - 01:00 | 八大戲劇台 星期二 23:00 - 00:00 6月25日改為星期三 00:00 - 01:00 | 八大戲劇台 星期二 23:00 - 00:00 6月25日改為星期三 00:00 - 01:00 |
| --------------------------------------------------------------- | --------------------------------------------------------------- | --------------------------------------------------------------- |
|                                                                 | 總會有辦法2 （2014年4月22日－6月25日）                          |                                                                 |
| 不懂女人 （2014年4月8日－6月20日）                              | 恩熙                                                            |                                                                 |